# 1803년 2월 21일 일식
1803년 2월 21일 일식은 달이 지구와 태양 사이를 지나면서 태양을 완전히 가리는 개기일식이다. 개기일식은 달의 시직경이 태양의 시직경보다 커서 태양을 다 가릴 수 있을 때 일어난다. 개기일식은 매우 좁은 지역에서만 관측 가능하며, 대부분의 다른 지역에서는 부분일식으로 관측된다.